# دوستت دارم جانی
دوستت دارم جانی (به هندی: Johny I Love You) فیلمی محصول سال ۱۹۸۲ و به کارگردانی راکیش کومار است. در این فیلم بازیگرانی همچون سانجی دات، راتی آگنیهوتری، آمریش پوری، سورش اوبروی، تانوجا، اوم پراکاش و آریونا ایرانی ایفای نقش کرده‌اند.